# Неготински манастир
Неготинският манастир „Свети Георги Победоносец“ (на македонска литературна норма: Неготински манастир „Свети Ѓорѓи“) е православен манастир край град Неготино, в централната част на Северна Македония. Част е от Повардарската епархия на Македонската православна църква.

## География
Манастирът се намира в местността Църквище, източно от Неготино, в непосредствена близост до Вардар, на дясната страна на реката и в близост до магистралата и железопътната линия Скопие – Солун. Манастирът е изграден на площадка на сто метра надморска височина.

## История
На мястото на манастира е съществувал средновековен манастир, който е унищожен от османците в XIV век. Ктироският надпис е на плоча, вградена в южната стена на трема. На основите на средновековната църква с парите на неготинчани от 1860 до 1866 година е изградена нова от майстор Андон Китанов. Конаците на манастира са изградени по-късно. Първоначално са сгради, в които живеят работниците на железопътната линия и са проектирани от полски инженер. След пускането на линията в експлоатация в 1873 година конаците са подарени на църквата „Свети Георги“. Старите конаци са изградени от дърво, плет, тухли и кал. На тяхно място в 1978 - 1980 година са изградени нови със стремеж да се запази старата архитектура.
Храмът е изписан в 1875 – 1876 година от Коста Кръстев.
- Манастирската църква
- Страничната страна на църквата
- Задната страна на църквата
- Камбанарията
- Входът на манастирската църква
- Манастирските конаци
- Манастирските конаци
- Ктиторската плоча